# Aleix Franch
Aleix Franch Alfos, más conocido como Aleix Franch, (Sabadell, 29 de septiembre de 1966) es un exjugador de balonmano español que jugaba de extremo izquierdo. 
Fue un componente de la selección de balonmano de España, con la que disputó los Juegos Olímpicos de Barcelona 1992. También fue internacional junior, formando parte de la selección que ganó la medalla de plata en el Campeonato Mundial de Balonmano Masculino Junior de 1987.

## Clubes
| Club          | País   | Año         |
| ------------- | ------ | ----------- |
| BM Granollers | España | 1987 - 1992 |
| BM Alzira     | España | 1992 - 1994 |
| Ademar León   | España | 1995 - 1996 |
| BM Pozoblanco | España | 1996 - 1997 |

## Palmarés

### BM Alzira
- Copa EHF (1): 1994